# Kalamáta
Kalamáta (görög: Καλαμάτα) város Görögországban, a Peloponnészoszi-félsziget déli részén, a Messzíni-öböl partján. A félsziget második legnépesebb városa Pátra után. A Messzínia nevű regionális terület székhelye és fő kikötője.
Alapítása csak a középkorra nyúlik vissza, amint ezt a 13. század elején épített frank kasztrója beszédesen tanúsíthatja. Bár egyesek szerint a város azonos a homéroszi Pharaival, ahol Odüsszeusz fia egy éjszakára megpihent.
A város gazdasága elsősorban a környék mezőgazdasági termelésén alapul, bár az utóbbi években erőfeszítéseket tettek más gazdasági tevékenységek, mint például az idegenforgalom fejlesztésére.
A város főbb látnivalója a fellegvár és egy-két ortodox templom. A város környékén Messzéne ókori romjai és színháza, valamint a szép természeti tájak és tengerpartok.

## Éghajlat
| Hónap                         | Jan. | Feb. | Már. | Ápr. | Máj. | Jún. | Júl. | Aug. | Szep. | Okt. | Nov. | Dec. | Év   |
| ----------------------------- | ---- | ---- | ---- | ---- | ---- | ---- | ---- | ---- | ----- | ---- | ---- | ---- | ---- |
| Rekord max. hőmérséklet (°C)  | 23,0 | 23,6 | 25,2 | 29,8 | 37,0 | 41,8 | 45,6 | 39,4 | 38,4  | 32,8 | 29,0 | 26,0 | 45,6 |
| Átlagos max. hőmérséklet (°C) | 15,3 | 15,5 | 17,1 | 19,9 | 24,3 | 28,8 | 32,1 | 31,3 | 28,7  | 24,7 | 20,5 | 16,7 | 23,0 |
| Átlagos min. hőmérséklet (°C) | 5,7  | 5,7  | 6,8  | 8,9  | 12,4 | 16,0 | 18,1 | 18,4 | 16,2  | 13,2 | 9,9  | 7,2  | 11,6 |
| Rekord min. hőmérséklet (°C)  | −5,0 | −3,2 | −3,6 | 2,4  | 5,4  | 9,0  | 12,0 | 12,4 | 9,6   | 4,2  | −0,4 | −2,0 | −5,0 |
| Átl. csapadékmennyiség (mm)   | 112  | 94   | 73   | 49   | 26   | 8    | 4    | 11   | 29    | 85   | 137  | 153  | 780  |
| Havi napsütéses órák száma    | 144  | 141  | 186  | 212  | 286  | 338  | 368  | 347  | 270   | 206  | 151  | 131  | 2778 |
| Forrás: NOAA                  |      |      |      |      |      |      |      |      |       |      |      |      |      |

## Fordítás
- Ez a szócikk részben vagy egészben  a   Kalamata című angol Wikipédia-szócikk fordításán alapul.  Az eredeti cikk szerkesztőit annak laptörténete sorolja fel. Ez a jelzés csupán a megfogalmazás eredetét és a szerzői jogokat jelzi, nem szolgál a cikkben szereplő információk forrásmegjelöléseként.